# 정상천
정상천(鄭相千, 1931년 8월 25일 ~ 2015년 3월 4일)은 대한민국의 정치인이다. 제14·15대 국회의원을 지냈으며 1978년부터 1980년까지 제17대 서울특별시장을 역임했다. 종교는 천주교이며, 세례명은 요셉이다.

## 학력
- 봉래초등학교
- 경남중,고등학교
- 부산대 법대
- 서울대 행정대학원
- 계명대 명예법학박사

## 경력
- 고시 행정ㆍ사법과 판검사 특임시험
- 내무부 치안국장
- 강원도지사
- 내무부 차관
- 대통령비서실 정무제2수석비서관
- 서울특별시장
- 한국통신공사 이사장
- 국회 법제사법, 국방, 건설, 행정자치위원회 위원
- 해양수산부 장관
- 자유민주연합 부총재

## 역대 선거 결과
|  | 30.28% |

|  | 62.33% |

|  | 16.2% |